# Stilianos Gonatas
Stilianos Gonatas (en griego: Στυλιανός Γονατάς) (Patras, 15 de agosto de 1876 - Atenas, 29 de marzo de 1966) fue un militar y un político griego. Fue primer ministro de Grecia de noviembre de 1922 a enero de 1924.

## Primer ministro
El día anterior a la ejecución de los condenados por la derrota militar ante Turquía Gonatas asumió la Presidencia del Gobierno. Su gobierno hubo de enfrentarse a complejos problemas como el asentamiento de los cientos de miles de refugiados venidos de territorio turco, la crisis económica, la desorganización del Ejército tras la derrota, el bombardeo italiano de Corfú o la negociación del tratado de paz de Turquía en Lausana.
Gonatas gobernó en nombre de los militares que se habían alzado contra Constantino I de Grecia y su gobierno, sin contar con el parlamento. Durante su gobierno se reforzó el movimiento republicano, abanderado entre los civiles por Alexandros Papanastasiu y entre los militares por el general Theodoros Pangalos y el coronel Georgios Kondilis. El 23 de septiembre de 1923 sufrió un intento de golpe de Estado por parte de militares monárquicos y liberales opuestos a la creciente fuerza de los republicanos, que llevó a la abstención de los monárquicos de las elecciones de octubre y a la proclamación de la república el 25 de marzo de 1924.